# Apples
Apples is een plaats en voormalige gemeente in het Zwitserse kanton Vaud en maakt sinds 2008 deel uit van het district Morges.
Apples telt 1157 inwoners.

## Geschiedenis
Te Apples werd in 1981 Logitech opgericht, een Zwitserse producent van randapparatuur voor computers.
Voor 1 januari 2008 maakte de gemeente deel uit van het per die datum opgeheven district Aubonne.
Op 1 juli 2011 fuseerde Apples met de gemeenten Bussy-Chardonney, Cottens, Pampigny, Reverolle en Sévery tot de gemeente Hautemorges.
- Gemeinsame Normdatei: 1046245112
- Historisch woordenboek van Zwitserland: 002291
- MusicBrainz: 468ebae8-8e69-4d0d-a67f-d38a1fa8b727
- Virtual International Authority File: 3498155648125318330004